# لوحات تسجيل المركبات في المالديف

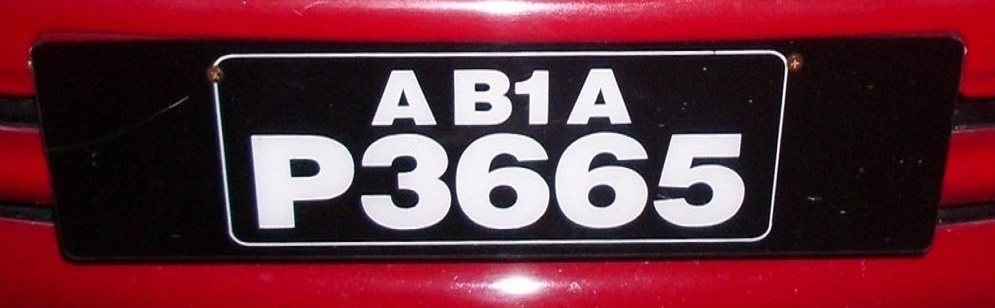
لوحة تسجيل السيارة في جزر المالديف.

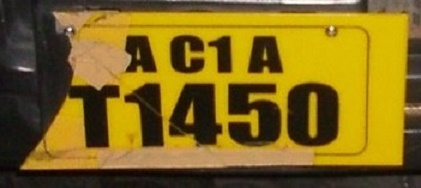
لوحة تسجيل السيارة في جزر المالديف.

تطلب جزر المالديف من سكانها تسجيل سياراتهم وعرض لوحات تسجيل المركبات.